# Fredrik Lönnbeck
Fredrik Waldemar Lönnbeck, född 26 mars 1854 i Ekenäs, död 5 november 1914 i Stockholm, var en finländsk frikyrkoledare och tidningsman.
Han blev vid 13 års ålder elev vid kadettskolan i Fredrikshamn, men begav sig 1868 till sjöss och seglade på världshaven i drygt tio år. I England kom Lönnbeck 1879 i kontakt med frikyrkliga kretsar och slöt sig snart till dem. Sedan han 1882 återflyttat till hemlandet, slog han sig ned i födelsestaden, där han utövade en vidsträckt verksamhet som redaktör för frikyrkliga tidskrifter, talare och nykterhetsförkämpe.
Lönnbeck var 1890–1901 utgivare av och redaktör för ortstidningen Vestra Nyland. Efter en konflikt inom den frikyrkliga rörelsen flyttade han 1901 till Sverige och bosatte sig i Stockholm, och började där utge Facklan, en vetenskaplig tidskrift för kristlig tro och forskning.
Fredrik Lönnbeck var broder till Gustaf Lönnbeck.